# Glossadelphus julaceus
Glossadelphus julaceus är en bladmossart som beskrevs av Pierre Tixier 1988. Glossadelphus julaceus ingår i släktet Glossadelphus och familjen Hypnaceae. Inga underarter finns listade i Catalogue of Life.